# Snus-Eriktjärnen
Snus-Eriktjärnen är en sjö i Jokkmokks kommun i Lappland och ingår i Luleälvens huvudavrinningsområde.